# Tiu
Tiu fou un faraó predinàstic de l'antic Egipte que regnà sobre el delta del Nil. També se'l menciona a les inscripcions de la Pedra de Palerm entre altres reis del Baix Egipte. No se sap res més de la seva vida o regnat.

## Titulatura
|  |

|  |

|  |

|  |

|  |

|  |

|  |

|  |

| Predecessor: Khayu | Faraó Període protodinàstic d'Egipte | Successor: Thesh |